# North American Soccer League 2015
Il North American Soccer League 2015 (5º campionato della NASL e 48° della seconda lega nazionale) vide al via 11 squadre di cui 10 confermate dalla stagione precedente (Carolina RailHawks, Fort Lauderdale Strikers, Minnesota Stars FC, Atlanta Silverbacks, FC Edmonton, Tampa Bay Rowdies , New York Cosmos, Ottawa Fury,San Antonio Scorpions e Indy Eleven) e l'ingresso dei Jacksonville Armada. I Puerto Rico Islanders estesero la pausa per un ulteriore anno

## Formula
Il formato del campionato viene confermato rispetto alla stagione precedente: confermata la divisione in due stagioni distinte (primavera ed autunno),con il primo di sola andata e l'autunno con andata e ritorno. Confermato anche il sistema dei play-off: verrà disputato dai vincitori delle due stagioni e dalle due migliori squadre della classifica complessiva della stagione regolare.

## Squadre partecipanti
| Naz.                   | Squadra                 | Città/Zona               | Stadio                           |
| ---------------------- | ----------------------- | ------------------------ | -------------------------------- |
| Stati Uniti (bandiera) | Atlanta Silverbacks     | Atlanta, GA, USA         | Atlanta Silverbacks Park         |
| Stati Uniti (bandiera) | Carolina RailHawks      | Cary, NC, USA            | WakeMed Soccer Park              |
| Canada (bandiera)      | FC Edmonton             | Edmonton, AB, Canada     | Clarke Stadium                   |
| Stati Uniti (bandiera) | Ft. Lauderdale Strikers | Fort Lauderdale, FL, USA | Lockhart Stadium                 |
| Stati Uniti (bandiera) | Indy Eleven             | Indianapolis, IN, USA    | Michael Carroll Stadium          |
| Stati Uniti (bandiera) | Jacksonville Armada     | Jacksonville, FL, USA    | Baseball Grounds of Jacksonville |
| Stati Uniti (bandiera) | Minnesota Utd           | Blaine, MN, USA          | National Sports Center           |
| Stati Uniti (bandiera) | N.Y. Cosmos             | New York, NY, USA        | James M. Shuart Stadium          |
| Canada (bandiera)      | Ottawa Fury             | Ottawa, ON, Canada       | TD Place Stadium                 |
| Stati Uniti (bandiera) | S.A. Scorpions          | San Antonio, TX          | Heroes Stadium                   |
| Stati Uniti (bandiera) | Tampa Bay Rowdies       | Saint Petersburg, FL     | Progress Energy Park             |

## Classifiche
- Spring Championship

| Pos | Squadra                 | PT | PG | V | N | P | GF | GS |
| --- | ----------------------- | -- | -- | - | - | - | -- | -- |
| 1   | N.Y. Cosmos             | 20 | 10 | 5 | 5 | 0 | 18 | 9  |
| 2   | Tampa Bay Rowdies       | 19 | 10 | 5 | 4 | 1 | 15 | 9  |
| 3   | Carolina RailHawks      | 14 | 10 | 3 | 5 | 2 | 15 | 10 |
| 4   | Minnesota Utd           | 14 | 10 | 2 | 5 | 2 | 15 | 13 |
| 5   | Indy Eleven             | 13 | 10 | 3 | 4 | 3 | 13 | 12 |
| 6   | Jacksonville Armada     | 12 | 10 | 3 | 3 | 4 | 15 | 18 |
| 7   | S.A. Scorpions          | 12 | 10 | 3 | 3 | 4 | 11 | 15 |
| 8   | Ft. Lauderdale Strikers | 11 | 10 | 3 | 2 | 5 | 12 | 13 |
| 9   | Ottawa Fury             | 11 | 10 | 3 | 5 | 3 | 5  | 8  |
| 10  | FC Edmonton             | 9  | 10 | 2 | 3 | 5 | 16 | 22 |
| 11  | Atlanta Silverbacks     | 8  | 10 | 1 | 5 | 4 | 7  | 13 |

- Fall Championship[2]

| Pos | Squadra                 | PT | PG | V  | N | P  | GF | GS |
| --- | ----------------------- | -- | -- | -- | - | -- | -- | -- |
| 1   | Ottawa Fury             | 45 | 20 | 13 | 6 | 1  | 37 | 15 |
| 2   | Minnesota Utd           | 39 | 20 | 11 | 6 | 3  | 39 | 26 |
| 3   | N.Y. Cosmos             | 36 | 20 | 10 | 6 | 4  | 31 | 21 |
| 4   | Ft. Lauderdale Strikers | 30 | 20 | 8  | 6 | 6  | 37 | 27 |
| 5   | FC Edmonton             | 26 | 20 | 7  | 5 | 8  | 25 | 24 |
| 6   | Atlanta Silverbacks     | 25 | 20 | 6  | 7 | 7  | 24 | 27 |
| 7   | Carolina RailHawks      | 21 | 20 | 6  | 3 | 11 | 29 | 39 |
| 8   | Tampa Bay Rowdies       | 20 | 20 | 5  | 5 | 10 | 18 | 28 |
| 9   | Indy Eleven             | 20 | 20 | 5  | 5 | 10 | 23 | 36 |
| 10  | S.A. Scorpions          | 19 | 20 | 4  | 7 | 9  | 30 | 37 |
| 11  | Jacksonville Armada     | 19 | 20 | 5  | 4 | 11 | 18 | 31 |

### Classifica generale
| Pos | Squadra                 | PT | PG | V  | N  | P  | GF | GS |
| --- | ----------------------- | -- | -- | -- | -- | -- | -- | -- |
| 1   | N.Y. Cosmos             | 56 | 30 | 15 | 11 | 4  | 49 | 30 |
| 2   | Ottawa Fury             | 56 | 30 | 15 | 11 | 4  | 42 | 33 |
| 3   | Minnesota Utd           | 53 | 30 | 13 | 7  | 10 | 54 | 39 |
| 4   | Ft. Lauderdale Strikers | 41 | 30 | 11 | 7  | 9  | 38 | 39 |
| 5   | Tampa Bay Rowdies       | 39 | 30 | 11 | 5  | 11 | 38 | 43 |
| 6   | FC Edmonton             | 35 | 30 | 9  | 8  | 13 | 41 | 46 |
| 7   | Carolina RailHawks      | 35 | 30 | 9  | 8  | 13 | 44 | 49 |
| 8   | Atlanta Silverbacks     | 33 | 30 | 7  | 6  | 14 | 34 | 38 |
| 9   | Indy Eleven             | 33 | 30 | 8  | 9  | 13 | 36 | 48 |
| 10  | S.A. Scorpions          | 31 | 30 | 7  | 10 | 13 | 41 | 52 |
| 11  | Jacksonville Armada     | 31 | 30 | 8  | 7  | 15 | 33 | 49 |

## Play-off
|  | Semifinali              | Semifinali              | Semifinali  |             |             | Finale      | Finale | Finale |  |
|  |                         |                         |             |             |             |             |        |        |  |
|  | N.Y. Cosmos             | N.Y. Cosmos             | 2           |             |             |             |        |        |  |
|  | N.Y. Cosmos             | N.Y. Cosmos             | 2           |             |             |             |        |        |  |
|  | Ft. Lauderdale Strikers | Ft. Lauderdale Strikers | 1           |             |             |             |        |        |  |
|  | Ft. Lauderdale Strikers | Ft. Lauderdale Strikers | 1           |             | N.Y. Cosmos | N.Y. Cosmos | 3      |        |  |
|  |                         |                         |             |             | N.Y. Cosmos | N.Y. Cosmos | 3      |        |  |
|  |                         |                         | Ottawa Fury | Ottawa Fury | 2           |             |        |        |  |
|  | Ottawa Fury (d.t.s.)    | Ottawa Fury (d.t.s.)    | Ottawa Fury | Ottawa Fury | 2           | 2           |        |        |  |
|  | Ottawa Fury (d.t.s.)    | Ottawa Fury (d.t.s.)    |             |             |             |             |        |        |  |
|  | Minnesota Utd           | Minnesota Utd           | 1           |             |             |             |        |        |  |

### Semifinali
| Arbitro: | Sorin Stoica |

|                        |           |        |
| Cellerino 37’ Raul 61’ | Marcatori | 16’ PC |

| Arbitro: | Mathieu Bourdeau |

|                     |           |                             |
| Heinemann 47’, 108’ | Marcatori | 7’ (rig.) Christian Ramirez |

### Soccer Bowl
| Arbitro: | Alan Kelly |

|                        |           |                    |
| Cellerino 7’, 78’, 85’ | Marcatori | 70’, 90’ Heinemann |

## Verdetti
N.Y. Cosmos campione NASL 2015 (secondo titolo)

## Classifica Marcatori
agg. 15 nov.2015
| Gol |  |  | Giocatore         | Squadra            |
| --- |  |  | ----------------- | ------------------ |
| 16  |  |  | Stefano Pinho     | Fort Lauderdale S. |
| 12  |  |  | Christian Ramirez | Minnesota Utd      |
| 11  |  |  | Nacho Novo        | Carolina R.H.      |
| 10  |  |  | Omar Cummings     | San Antonio S.     |
| 8   |  |  | Rafael Castillo   | San Antonio S.     |
| 8   |  |  | Leo Fernandes     | New York Cosmos    |
| 8   |  |  | Daryl Fordyce     | Edmonton           |
| 8   |  |  | Marlon Freitas    | Fort Lauderdale S. |
| 8   |  |  | Raul              | New York Cosmos    |
| 8   |  |  | Tom Heinemann     | Ottawa Fury        |
| 8   |  |  | Lance Laing       | Edmonton           |